# Тквиави
Тквиави (груз. ტყვიავი) — село в Грузии, на территории Горийского муниципалитета края (мхаре) Шида-Картли.

## География
Село находится в центральной части Грузии, на левом берегу реки Малая Лиахви, на расстоянии приблизительно 15 километров (по прямой) к северу от города Гори, административного центра муниципалитета. Абсолютная высота — 795 метров над уровнем моря.

## Население
По результатам официальной переписи населения 2014 года в Тквиави проживало 2413 человек (1199 мужчин и 1214 женщин). В национальной структуре населения грузины составляли 99,6 %, армяне — 0,2 %, русские — 0,1 %.
| Год  | Население, человек |
| ---- | ------------------ |
| 2002 | 2845               |
| 2014 | ↘ 2413             |